# Bradycellus picipes
Bradycellus picipes är en skalbaggsart som beskrevs av Thomas Casey. Bradycellus picipes ingår i släktet Bradycellus och familjen jordlöpare. Inga underarter finns listade i Catalogue of Life.